# San Fernando (Kalifornie)

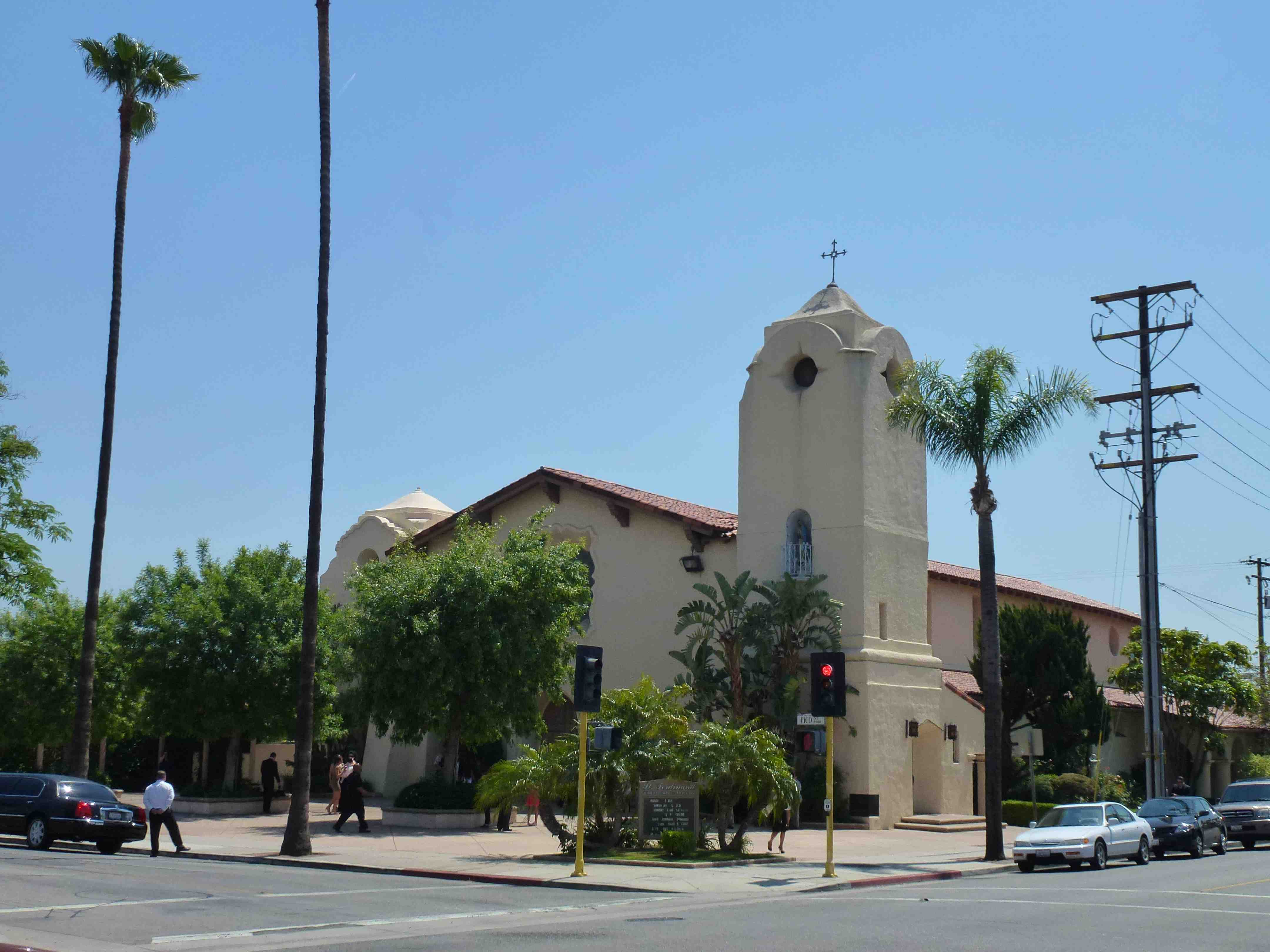
San Fernando

San Fernando je město ležící na severozápadě okresu Los Angeles v Kalifornii ve Spojených státech. Podle sčítání z roku 2000 má 23 564 obyvatel. Město bylo pojmenováno podle nedaleké misie svatého Fernanda Rey de Espaňa a je celé obklopeno městem Los Angeles, čtvrtí Sylmar na severu, Lake View Terrace na východě, Pacoima na jihu a Mission Hills na západě. Je obsluhováno silnicemi Golden State, Foothill, Ronald Reagan a San Diego.
Zatímco většina měst v okolním údolí San Fernando souhlasila počátkem 20. století s připojením k Los Angeles, aby mohla čerpat vodu z nově otevřeného Losangeleského akvaduktu, bohaté zdroje podzemní vody umožnily San Fernandu zůstat nezávislým městem. Dokonce i v desetiletích po druhé světové válce, kdy se Údolí San Fernando přeměnilo ze zemědělské oblasti k předměstské, si San Fernando zachovalo svoji nezávislost.
S tím, jak leží velká část Údolí San Fernando východně od silnice San Diego, zaznamenalo město San Fernando v nedávných letech významný demografický zlom; snižující se míra porodnosti, stárnoucí populace bělochů střední třídy, kteří dominovali území v 50. letech, přispěla k stěhování do jiných částí Údolí San Fernando. Rovněž došlo k přemístění do údolí Santa Clarita a Antelope na severu. Výsledkem byl pokles příjmů. Většinovým obyvatelstvem se stali Latinoameričané. Od konce roku 2004 prošlo město sérií plánovacích projektů vývoje, které mohou být akademicky definovány jako rozdělení do tříd.

## Demografie
Podle sčítání z roku 2000 má San Fernando 23 564 obyvatel, 5 774 domácností a 4 832 rodin. Hustota zalidnění byla 3 822,7/km². Ve městě bylo 5 932 domů s průměrnou hustotou 962,3/km². Rasové složení města bylo 42,76 % bělochů, 0,98 % Afroameričanů, 1,69 % původních Američanů, 1,12 % Asiatů, 0,11 % obyvatel z ostrovů v Tichém oceánu, 49,35 % obyvatel dalších ras a 3,98 % z dvou či více ras. Hispánci a Latinoameričané jakékoliv rasy tvořili 89,28 % populace.
Ve městě bylo 5 774 domácností, z nichž 52,8 % mělo děti do 18 let, které s nimi žili, 59,1 % jsou sezdané páry, které žijí společně, 16,4 % jsou ženy, které žijí bez manžela a 16,3 % jsou bezdětné rodiny. 12,4 % domácností bylo tvořeno jednotlivci a 5,6 % byli ti, co žijí sami a jsou nad 65 let věku. Průměrná velikost domácnosti byla 4,07 členů a průměrná velikost rodiny 4,33 členů.
Populace ve městě byla rozložena takto: 34,4 % mladších 18 let, 11,4 % mezi 18 - 24 lety, 32,1 % mezi 25 - 44 lety, 15,0 % mezi 45 - 64 lety a 7 % bylo nad 65 let. Medián věku byl 27 let. Na 100 žen připadalo 101,7 mužů. Na 100 žen starších 18 let připadalo 99,9 mužů.
Medián příjmu domácnosti ve městě byl 39 909 USD a medián příjmu rodiny byl 40 138 USD. Muži měli medián příjmu 26 068 USD a ženy 22 599 USD. Příjem na obyvatele ve městě byl 11 485 USD. Velkým úkolem, který stojí před státní i národní vládou je fakt, že 15,3 % rodin a 19,1 % populace žije pod hranicí chudoby, včetně 22,5 % mladších 18 let a 15,6 % starších 65 let.

## Vzdělání
San Fernando je obsluhováno školním okrskem Los Angeles.
V San Fernandu je:
- Základní škola O'Melveny
- Základní škola Morningside
- Základní škola San Fernando
- Střední škola San Fernando
- Vyšší škola San Fernando

V roce 2011 bude v San Fernandu otevřena Vyšší škola Valley Region 5.
Knihovna v San Fernandu je řízena Veřejnou knihovnou okresu Los Angeles.

## Politika
Ve státní legislatuře patří San Fernando do 20. senátního obvodu, reprezentovaného demokratem Alexem Padillou, a do 39. obvodu parlamentu, reprezentovaného demokratem Felipem Fuentesem. Na federální úrovni spadá San Fernando do kalifornského 28. kongresového obvodu, který má hlasovací index hlasovací index Cook Partisan +25 a je reprezentován demokratem Howardem Bermanem.

## Veřejná bezpečnost
San Fernando má vlastní policejní oddělení, zatímco se spoléhá na služby Losangeleských hasičů; podobná myšlenka panovala i v Signal Hillu, kde se až do nedávna spoléhali na hasiče z Long Beach, zatímco udrželi vlastní policejní síly, nyní také využívají hasiče z Los Angeles.

## Osobnosti města
- Paula Abdul (* 1962), zpěvačka, tanečnice, choreografka a porotkyně
- Mike Inez (* 1966), kytarista, baskytarista a saxofonista